# Polytmus
Polytmus là một chi chim trong họ Chim ruồi.

## Các loài
Chi này gồm 3 loài:
| Image | Scientific name    | Common Name | Distribution |
| ----- | ------------------ | ----------- | --- |
|       | Polytmus guainumbi |             | Argentina, Bolivia, Brazil, Colombia, French Guiana, Guyana, Paraguay, Peru, Suriname, Trinidad and Tobago, and Venezuela |
|       | Polytmus milleri   |             | Brazil, Guyana, and Venezuela                                                                                             |
|       | Polytmus theresiae |             | Brazil, Colombia, French Guiana, Guyana, Peru, Suriname, and Venezuela, and possibly Ecuador                              |